# Thomas Johnson (ultra-trail)
Pour les articles homonymes, voir Thomas Johnson, Tom Johnson et Johnson.
Thomas Johnson, aussi appelé Tom Johnson, est un athlète américain né le 15 mai 1959. Spécialiste de l'ultra-trail, il a notamment remporté la Western States 100-Mile Endurance Run en 1990, 1991 et 1993, la Way Too Cool 50K Endurance Run en 1991, 1996 et 1997 ainsi que l'American River 50 Mile Endurance Run en 1994.

## Résultats
| no  | masculin           | Course             | Longueur | Départ       | Temps            |
| --- | ------------------ | ------------------ | -------- | ------------ | ---------------- |
| 3e  | Médaille de bronze | Way Too Cool 50K   | 50 km    | 10 mars 1990 | 4 h 06 min 24 s  |
| 1er | Médaille d'or      | Western States 100 | 100 mi   | 23 juin 1990 | 16 h 38 min 52 s |
| 1er | Médaille d'or      | Way Too Cool 50K   | 50 km    | 9 mars 1991  | 3 h 39 min 31 s  |
| 1er | Médaille d'or      | Western States 100 | 100 mi   | 29 juin 1991 | 15 h 54 min 05 s |
| 2e  | Médaille d'argent  | Way Too Cool 50K   | 50 km    | 14 mars 1992 | 3 h 45 min 41 s  |
| 3e  | Médaille de bronze | Way Too Cool 50K   | 50 km    | 13 mars 1993 | 3 h 39 min 58 s  |
| 1er | Médaille d'or      | Western States 100 | 100 mi   | 26 juin 1993 | 17 h 08 min 34 s |
| 3e  | Médaille de bronze | Way Too Cool 50K   | 50 km    | 12 mars 1994 | 3 h 34 min 14 s  |
| 1er | Médaille d'or      | American River 50  | 50 mi    | 2 avril 1994 | 5 h 33 min 21 s  |
| 1er | Médaille d'or      | Way Too Cool 50K   | 50 km    | 9 mars 1996  | 3 h 41 min 37 s  |
| 1er | Médaille d'or      | Way Too Cool 50K   | 50 km    | 15 mars 1997 | 3 h 37 min 12 s  |
| 3e  | Médaille de bronze | Way Too Cool 50K   | 50 km    | 14 mars 1998 | 3 h 50 min 22 s  |
| 2e  | Médaille d'argent  | American River 50  | 50 mi    | 4 avril 1998 | 5 h 59 min 00 s  |